# Jules Pams
Jules Pams (Perpignano, 14 agosto 1852 – Parigi, 12 maggio 1930) è stato un avvocato e politico francese, deputato e senatore della Terza Repubblica, ministro dell'Agricoltura e dell'Interno, delegato alla Società delle Nazioni.

## Biografia

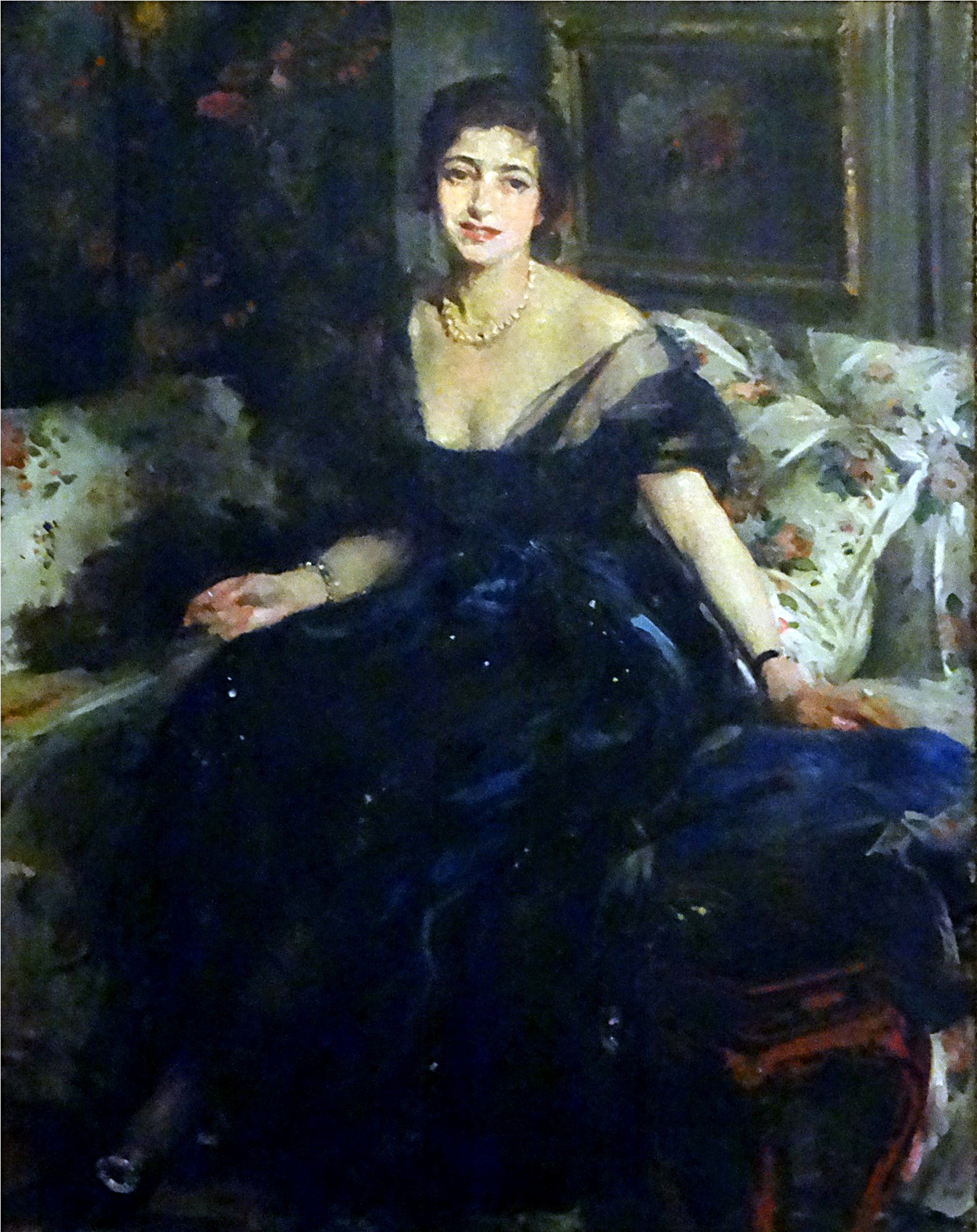
La moglie Jules, ritratta da Jacques-Émile Blanche

Nato nel 1852 a Perpignano, città francese dell'Occitania, deputato per i Pirenei Orientali nel 1893, rieletto nel 1898 e 1902, nel 1905, per la prima volta, sempre in rappresentanza del collegio dei Pirenei Orientali, Jules Pams divenne senatore, e confermato nelle successive elezioni del 1909, 1920 e 1927.
Nel 1911 fu nominato ministro dell'Agricoltura nel Governo di Ernest Monis e conservò tale incarico fino al 1913 nei successivi governi di Caillaux e Poincaré. Nel 1917, durante la prima guerra mondiale, Pams divenne ministro dell'Interno nel Governo di Georges Clemenceau, carica che manterrà sino al 1920.
Dopo gli incarichi di governo, fu rappresentante francese presso la Società delle Nazioni, organizzazione internazionale fondata nell'ambito della Conferenza di pace di Parigi del 1919-1920.
Morì a Parigi, a settantasette anni, nel 1930.